# Kappa (mythisch wezen)

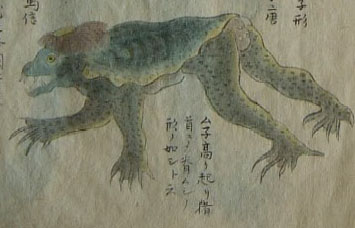
Tekening van een kappa uit 1836

Kappa (河童, "rivier-kind"), ook wel Gatarō (川太郎, "rivierjongen") of Kawako (川子, "rivier-kind") genoemd, zijn legendarische wezens uit de Japanse mythologie. Ze zijn watermonsters die doorgaans tot de yōkai worden gerekend.

## Uiterlijk
Over hoe de kappa er precies uitziet, bestaan verschillende interpretaties, maar doorgaans wordt hij omschreven als een humanoïde aap/kikkerhybride, ongeveer ter grootte van een mensenkind. In andere omschrijvingen hebben ze juist meer eigenschappen van een eend en een schildpad zoals een snavelachtige bek en een schildpadschild op hun rug. 
De kappa zouden zich ophouden in vijvers en rivieren. Ze hebben verschillende eigenschappen voor leven in en onder water zoals handen en voeten met zwemvliezen. Ze kunnen uitstekend zwemmen. 
Het bekendste kenmerk van een kappa is een met water gevulde holte op zijn hoofd. Een kappa krijgt zijn kracht grotendeels van het vocht in deze holte. Dit is ook hun zwakke plek. Als de holte uitdroogt of leegloopt verliest een kappa een groot deel van zijn kracht en kan zelfs sterven. Volgens andere verhalen zorgt het water in de holte er juist voor dat de kappa tijdelijk op het land kan leven. Als de holte opdroogt, raken ze verlamd. Een bekende verdedigingstechniek tegen een kappa is voor hem te buigen. De kappa zal vrijwel altijd terugbuigen en zo het water in de holte verliezen.

## Gedrag
Kappa vallen graag mensen lastig. Hun gedrag varieert van relatief onschuldige grappen zoals hardop winden laten tot erger gedrag zoals het stelen van voedsel of ontvoeren van kinderen. Volgens verhalen zouden kappa zich zelfs voeden met kinderen die zich te dicht bij het water begeven en met de ingewanden van mensen die gaan zwemmen op plekken waar Kappa leven. Deze verhalen werden vooral vroeger gebruikt door ouders om te voorkomen dat hun kinderen zonder toezicht bij (diep) water zouden gaan spelen (zie ook kinderschrik). Zelfs vandaag de dag zijn bij sommige vijvers en andere vormen van water waarschuwingsborden geplaatst om mensen voor kappa te waarschuwen. 
Kappa zijn niet altijd kwaadaardig. Ze zijn ook vaak nieuwsgierig naar de menselijke beschaving. Dit leidt ertoe dat ze soms mensen uitdagen tot verschillende vaardigheidstesten zoals sumoworstelen. Ze kunnen in bedwang worden gehouden met komkommer, het enige voedsel waar ze meer de voorkeur aan geven dan aan mensenvlees. Door ze komkommers te geven, kan men kappa zelfs klusjes laten opknappen zoals het irrigeren van het land.